# Sinalização rodoviária

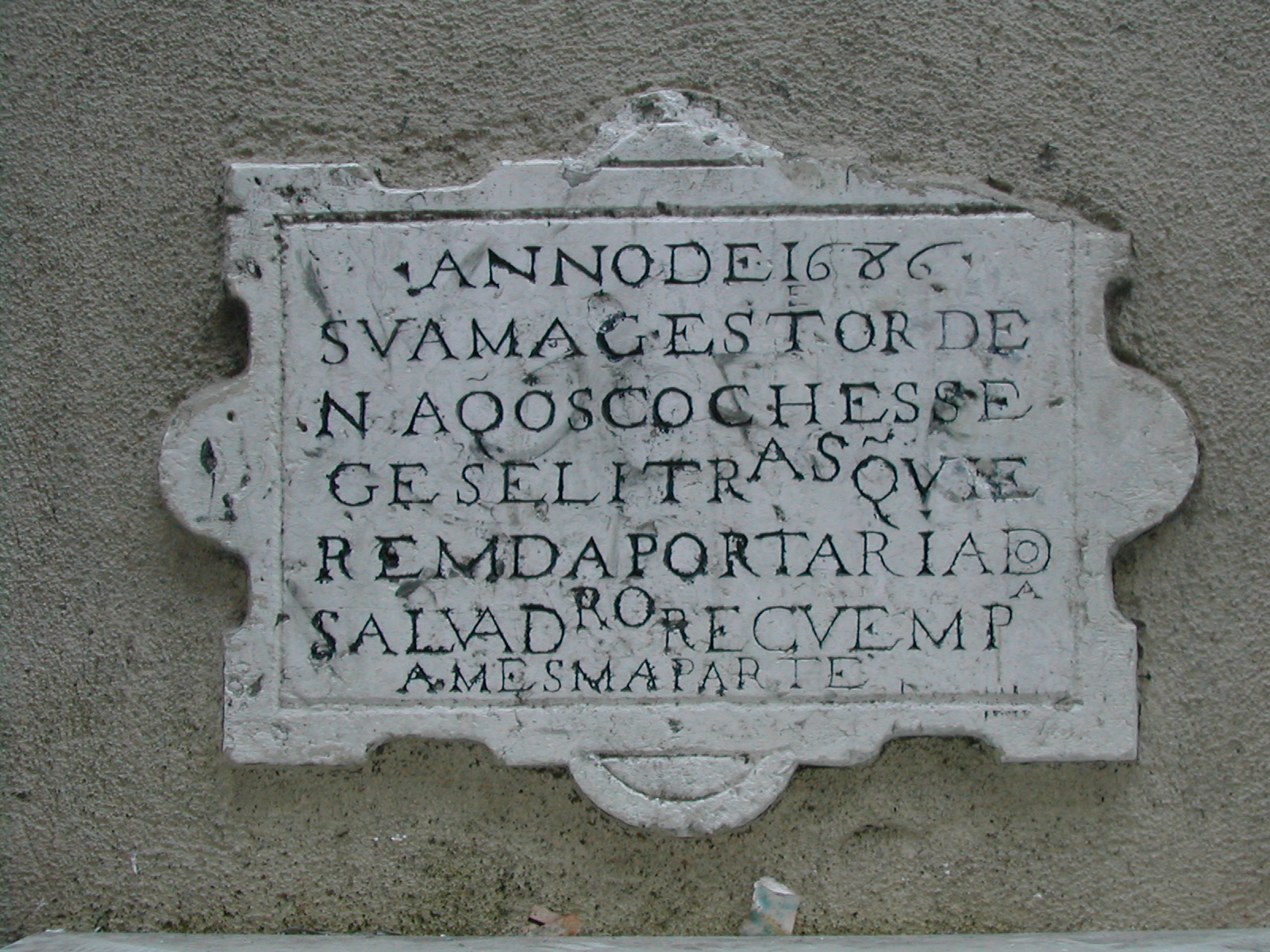
Sinal de trânsito histórica, do século XVII, Alfama, Lisboa:Ano de 1686. Sua Majestade ordena que os coches, seges e liteiras que vierem da portaria do Salvador recuem para a mesma parte. Este é considerado o mais antigo sinal de trânsito do mundo.

Sinal de paragem obrigatória

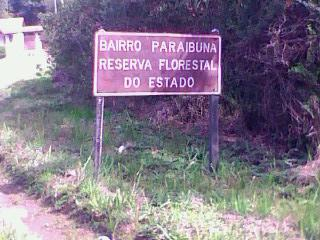
Placa margeando estrada

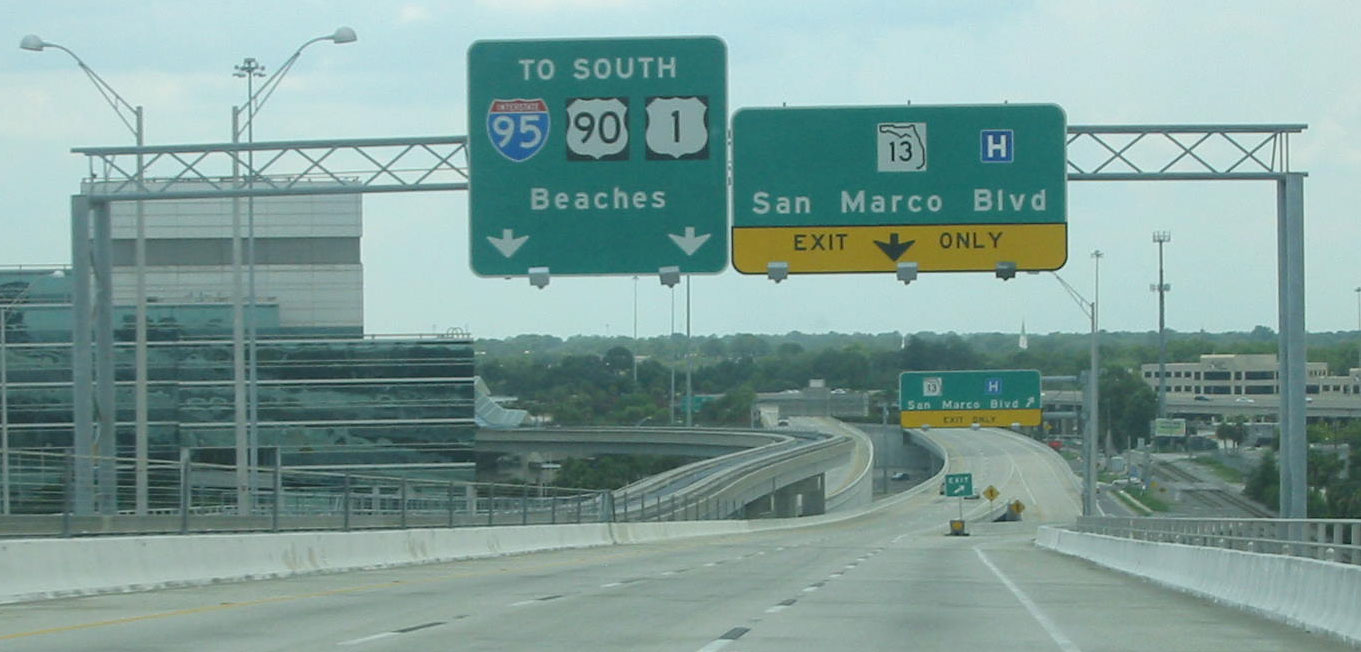
Um pórtico de sinalização sobre uma rodovia americana

A sinalização rodoviária ou sinalização de trânsito constitui o conjunto dos sinais convencionais implantados no domínio rodoviário e destinados a assegurar a segurança dos utentes das rodovias, quer informando-os dos perigos, das prescrições relativas à circulação e dos elementos úteis à tomada de decisões, quer indicando-lhes os pontos de referência e equipamentos úteis aos seus deslocamentos. A sinalização rodoviária inclui dois grandes grupos: a sinalização vertical (incluindo placas de trânsito, balizas e semáforos) e a sinalização horizontal (constituida pelas marcas no pavimento das estradas).

## História
A mais antiga sinalização de estradas era constituida pelos marcos miliários, os quais indicavam distâncias ou direções. O Império Romano erigiu destes marcos, sob a forma de colunas de pedra, ao longo da sua vasta redes de estradas, os quais indicavam a distência até Roma. Na Idade Média, tornou-se comum a existência de sinais multidirecionais em interseções de estradas, as quais indicavam direções de cidades e vilas.
O mais antigo regulamento de trânsito conhecido na Europa foi estabelecido em 1686, pelo Rei D. Pedro II de Portugal. Este regulamento previa a colocação de sinais de prioridade nas ruas mais estreitas de Lisboa, definindo qual o tráfego que deveria recuar para ceder passagem. Um desses sinais ainda subsiste na Rua do Salvador, no bairro de Alfama.
Os primeiros sinais de trânsito modernos erigidos em larga escala foram projetados para os ciclistas, no final da década de 1870 e inícios da de 1880. As bicicletas eram meios de transporte rápidos, silenciosos e de difícil controle, sendo que, para além disso, os ciclistas viajavam ao longo de distâncias consideráveis e, frequementemente, preferiam circular por estradas desconhecidas. As organizações ciclistas começaram por isso a instalar sinais que alertavam os ciclistas para os perigos potenciais das estradas, nomeadamente inclinações acentuadas, para além de indicarem meramente distâncias e direções. As características destes sinais permitem incluí-los já no moderno conceito de "sinal de trânsito".
O desenvolvimento do automóvel encorajou o estabelecimento de sistemas de sinalização mais complexos, usando mais do que avisos baseados em textos. Um dos primeiros destes sistemas foi estabelecido pelo Touring Club Italiano em 1895. 
Em 1900, num congresso internacional das organizações de turismo, realizado em Paris, foram debatidas propostas de estandardização da sinalização rodoviária. Em 1903, o Governo Britânico introduziu quatro sinais de trânsito de âmbito nacional, mas os padrões básicos da maioria dos sinais foram estabelecidos no congresso internacional rodoviário de Paris de 1908. Em 1909, os governos de nove países europeus acordaram no uso de quatro símbolos pictóricos, significando "lomba", "curva", "interseção" e "passagem de nível ferroviária". Um intensivo esforço internacional de normalização da sinalização rodoviária foi realizado entre as décadas de 1920 e de 1960, acabando por levar ao desenvolvimento do sistema internacional de sinalização rodoviária. Este sistema ficou definido, sucessivamente, pela Convenção sobre a Unificação da Sinalização nas Estradas, assinado em Genebra em 1931, pelo Protocolo Relativo à Sinalização Rodoviária, assinado em Genebra em 1949 e pela Convenção sobre a Sinalização Rodoviária, assinada em Viena em 1968. O sistema internacional foi adotado sobretudo na Europa, mas também em diversos outros países e outros territórios fora daquele continente. Alguns países - como o Reino Unido e os Estados Unidos da América - desenvolveram sistemas de sinalização distintos do internacional, os quais acabaram também por ser adotados por alguns outros países e territórios nas suas esferas de influência. O Reino Unido acabou, no entanto, por adotar o sistema internacional em 1964, sendo que os Estados Unidos da América começaram também a introduzir símbolos pictóricos segundo o modelo internacional, no seu sistema de sinalização. A Comunidade para o Desenvolvimento da África Austral adotou a sua própria convenção de sinalização rodoviária, que segue regras e princípios semelhantes às da Convenção de Viena, estando em vigor em vários países africanos, 
Os sinais de trânsito da era pré-industrial eram maioritariamente feitos de pedra ou madeira. O desenvolvimento das técnicas metalúrgicas, a partir do final do século XVIII, levou a que o ferro fundido começasse gradualmente a substituir aqueles materiais em alguns países. Outros países previligiaram os sinais em cimento armado. Na segunda metade do século XX, os sinais de trânsito começaram gradualmente a ser feitos em alumínio, um material facilmente deformável, o que reduz o risco de ferimentos e danos em caso de embate.
A nova geração de sinais de trânsito consiste em sistemas eletrónicos de mensagem variável (texto e símbolos), controlados por sensores automáticos ou manualmente por ação remota, os quais permitem uma gestão inteligente do tráfego rodoviário. Em diversos países, avisos de tráfego são transimitidos diretamente para os sistemas de navegação dos veículos, através de ondas rádio FM, dados celulares 3G e emissões por satélite. Finalmente, os veículos podem passar ser controlados por sistemas de leitura de placas de matrícula ou transponders RFID ligados a antenas colocadas sobre as estradas, como meios de suporte à sinalização de bordo, pagamento de portagens, controle de tempos de viagem e verificações de segurança.

## Sinalização rodoviária por país

### Brasil

Sinal de paragem obrigatória (Brazil)

A sinalização rodoviária tem evoluído ao longo dos tempos. Atualmente, encontra-se regulamentada, compreendendo placas de trânsitos, sinalização vertical, sinalização horizontal, que regulamenta, advertem ou indicam alguma informação ao condutor de veículos e aos pedestres.
No Brasil, placas de trânsito possuem três principais categorias:
Placas de sinalização de regulamentaçãoGeralmente de cor vermelha, é utilizadas para regulamentar, ou seja, é obrigatório que se cumpra a sua indicação. No caso de descumprimento da regulamentação, o condutor esta sujeito as multas e penalidades cabíveis.
Placas de sinalização de advertênciaGeralmente de cor amarela, é utilizada para advertir o condutor sobre alguma informação da pista, como curva a direita, curva a esquerda. São placas apenas de alerta, e não possuem carater punitivo.
Placas de sinalização de indicaçãoPossuem diversas cores e formato, dependendo da região. São elas as placas de identificação local (fundo azul), de orientação de destino (fundo verde), educativas (fundo branco) e de serviços auxiliares (fundo azul).
Há também placas atrativos turísticos geralmente com fundo branco, com o sinais e letras em cor preta, indicam as atrações turísticas locais e placas com fundo marrom, indicam o nome e o sentido dos locais, como também placas de sinalização de obras de fundo laranja e outras placas indicativas variadas
A sinalização horizontal na pista de rolamento com faixas, tachas e olho de gato.
Os modelos de placas estabelecidas pelo Contran são placas identificadora de veículos, e suas cores.